# Marcado

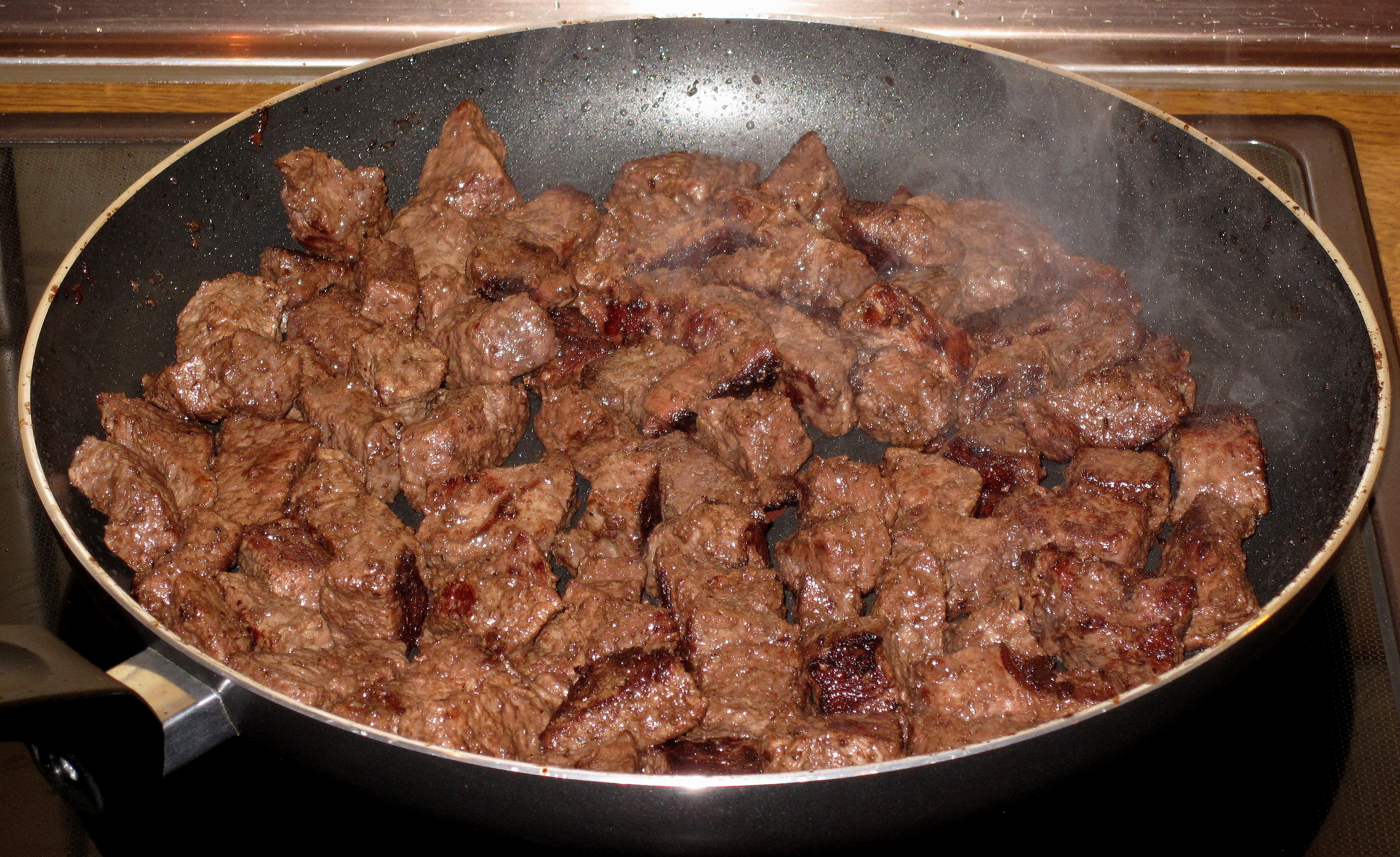
Trozos de carne marcados en sartén.

El marcado o sellado es una técnica culinaria usada junto con el asado, horneado, braseado, salteado, etcétera consistente en cocinar la superficie de ciertos alimentos (normalmente carne o pescado) rápidamente a alta temperatura, de forma que se obtenga una corteza caramelizada. Para ello se necesitan temperaturas superiores a 150 °C, de forma que la superficie del alimento quede libre de agua (que hierve a 100 °C). Uno de los objetivos del marcado es el de proporcionar sabor al alimento. Suele ser una operación culinaria que precede al braseado o a una cocción posterior del alimento con verduras (guiso o estofado).

## Características
A menudo se dice que el marcado «sella» o «encierra» los jugos de la carne en su interior. Esta opinión fue establecida inicialmente por el químico y gastrónomo alemán Justus von Liebig, y posteriormente fue apoyada por otros estudiosos gastrónomos como Auguste Escoffier. Sin embargo, se ha demostrado que el marcado provoca una pérdida global de humedad superior, debido a la evaporación superficial producida durante el marcado, respecto al cocinado a la misma temperatura sin marcar (es decir, asando). El marcado evita que en operaciones culinarias posteriores se produzca una liberación de sales minerales, permitiendo que los jugos de verduras y demás alimentos penetren en la carne, aumentando su sabor (braseado). Sin embargo, sigue siendo una técnica esencial para cocinar carnes y pescados por diversas razones:
- El dorado provoca sabores deseables gracias a la caramelización y las reacciones de Maillard que se producen en la superficie de los alimentos marcados. Estas reacciones son las causantes de que el alimento se dore.[6]
- La apariencia de alimentos marcados suele mejor con una corteza bien dorada.
- El contraste de sabor y textura entre la corteza y el interior hace la comida más interesante al paladar.[7]
- Esteriliza la posible contaminación que haya podido tener el alimento debido a manipulaciones previas.[5]

El marcado es una técnica habitual previa de los alimentos cárnicos cuando se realiza el cocinado a baja temperatura (por debajo de los 80 °C), permitiendo garantizar la higiene de los alimentos.

## Técnica
La operación requiere que los alimentos presenten unas superficies de corte regulares y lisas, más bien aplanadas, ya sea en forma de filete o de rectángulos. Suele realizarse en una superficie plana expuexta a una fuente de calor intenso que pueda alcanzar los 150 °C, para ello se emplea bien sea una sartén o a la plancha. El marcado se suele realizar sin medio graso (es decir, el alimento marcado aporta su propia grasa), o mediante el empleo de un medio graso externo (como puede ser el aceite de oliva debido a su elevado punto de humeo). En el caso de emplear un medio graso, debe ser una cantidad pequeña, suficiente para ayudar a dorar, sin llegar a freír. El alimento debe «sellarse» por todos sus lados, quedando completamente aislado por su fina corteza. La operación suele ir acompañada de un sonido sisiseante característico, debido a la liberación de vapor en la superficie del alimento. En la actualidad la técnica es realizada por algunos cocineros con pequeños sopletes. 